# Donato Marra
Pour les articles homonymes, voir Marra.
Donato Marra, né le 8 août 1940 à Naples, en Campanie (Italie), est un haut fonctionnaire italien, membre du Conseil d'État et secrétaire général de la présidence de la République italienne de 2006 à 2015.

## Biographie
Sorti diplômé de l'université La Sapienza de Rome avec un laurea de jurisprudence, Donato Marra assuma, de 1989 à 1994, la charge de secrétaire général de la Chambre des députés ; il est, à cette occasion l'un des collaborateurs de Giorgio Napolitano lorsque celui-ci est chargé de la présidence de la Chambre basse.
Le 23 janvier 1995, Donato Marra est nommé sous-secrétaire d'État au ministère de la Justice, dans le gouvernement de Lamberto Dini ; il quitte cette charge le 16 mai 1996, date à laquelle démissionne le cabinet Dini.
Le 15 mai 2006, le président de la République italienne, Giorgio Napolitano, qui venait d'être investi de ses fonctions présidentielles, signe un décret officiel actant la nomination de Donato Marra au secrétariat général de la présidence de la République ; à cette charge, M. Marra a pour prérogatives la gestion du palais du Quirinal et des services de la présidence de la République ainsi que les annonces à caractère institutionnel. 
Le 8 août 2011, il est fait citoyen d'honneur de la ville de Bisceglie, dans les Pouilles.